# Канада на летних Олимпийских играх 1988
Канада принимала участие в Летних Олимпийских играх 1988 года в Сеуле (Корея) в девятнадцатый раз за свою историю, и завоевала пять бронзовых, две серебряные, три золотые медали. Сборную страны представляли 105 женщин.

## 01!Золото
- Бокс, мужчины — Леннокс Льюис.
- Синхронное плавание, женщины — Кэролин Валдо.
- Синхронное плавание, женщины — Кэролин Валдо и Мишель Кемерон.

## 02!Серебро
- Плавание, мужчины, 4х100 метров, эстафета — Марк Тьюксбери, Victor Davis, Sandy Goss и Tom Ponting.
- Бокс, мужчины — Эгертон Маркус.

## 03!Бронза
- Лёгкая атлетика, мужчины, десятиборье — Дейв Стин.
- Парусный спорт, мужчины — Frank McLaughlin и John Millen.
- Конный спорт, женщины — Gina Smith, Cynthia Ishoy, Ashley Nicoll и Eva-Maria Pracht.
- Бокс, мужчины — Рэймонд Дауни.
- Плавание, женщины, 4х100 метров, эстафета — Andrea Nugent, Allison Higson, Jane Kerr и Lori Melien.

## Результаты соревнований

### Академическая гребля
В следующий раунд из каждого заезда проходили несколько лучших экипажей (в зависимости от дисциплины). В финал A выходили 6 сильнейших экипажей, ещё 6 экипажей, выбывших в полуфинале, распределяли места в малом финале B.
Мужчины
| Соревнование | Спортсмены                 | Предварительный заезд | Предварительный заезд | Предварительный заезд | Отборочный заезд | Отборочный заезд | Отборочный заезд | Полуфинал             | Полуфинал             | Полуфинал             | Финал                 | Финал                 | Итоговое место        |                       |
| Соревнование | Спортсмены                 | Заезд                 | Время                 | Место                 | Заезд            | Время            | Место            | Заезд                 | Время                 | Место                 | Время                 | Место                 | Итоговое место        |                       |
| ------------ | -------------------------- | --------------------- | --------------------- | --------------------- | ---------------- | ---------------- | ---------------- | --------------------- | --------------------- | --------------------- | --------------------- | --------------------- | --------------------- | --------------------- |
| одиночки     | Гордон Генри               | 2                     | 7:51,83               | 5                     | 4                | 7:37,48          | 5                | завершил выступление  | завершил выступление  | завершил выступление  | завершил выступление  | завершил выступление  | завершил выступление  | завершил выступление  |
| двойки       | Дон Диккисон Дэвид Джонсон | 1                     | 6:57,59               | 6                     | 1                | 7:13,07          | 5                | завершили выступление | завершили выступление | завершили выступление | завершили выступление | завершили выступление | завершили выступление | завершили выступление |